# Ha-Joon Chang
Ha-Joon Chang (Seul, 7 ottobre 1963) è un economista sudcoreano, specializzato in Economia dello sviluppo.
Docente di Economia Politica dello Sviluppo all'Università di Cambridge, Chang è l'autore di numerosi libri politici ampiamente discussi, in particolare "Kick Away the Ladder: Strategia di sviluppo in prospettiva storica" (2002). Nel 2013 il periodico Prospect ha inserito Chang come uno dei 20 migliori pensatori al mondo.
Ha lavorato come consulente presso la Banca Mondiale, l'Asian Development Bank, la Banca europea per gli investimenti, nonché all'Oxfam e Nazioni Unite. È anche membro del Center for Economic and Policy Research di Washington Inoltre, Chang fa parte del comitato consultivo dell'Academics Stand Against Poverty (ASAP).

## Biografia
Dopo essersi laureato presso l'Università Nazionale di Seul in Economia, ha studiato presso l'Università di Cambridge, conseguendo un Master of Philosophy e un dottorato di ricerca per la sua tesi dal titolo L'economia politica della politica industriale - Riflessioni sul ruolo dell'intervento statale nel 1991. Ha lavoraato con Robert Rowthorn,  inserire nota 9 alla elaborazione della teoria della politica industriale, che ha descritto come una via di mezzo tra la pianificazione centralizzata e il libero mercato. Il suo lavoro in questo settore è parte di un approccio più ampio all'economia noto come economia politica istituzionalista che pone fattori come storici, economici e sociopolitici al centro dell'evoluzione delle pratiche economiche.

## Principali Opere
Nel suo libro Kicking Away the Ladder (che ha vinto il premio Gunnar Myrdal dell'European Association for Evolutionary Political Economy nel 2003), Chang ha sostenuto che tutti i principali paesi sviluppati hanno utilizzato politiche economiche interventiste per diventare ricchi e poi hanno cercato di vietare ad altri paesi di fare lo stesso. Sulla base di queste considerazioni, l'Organizzazione mondiale del commercio, la Banca Mondiale e il Fondo Monetario Internazionale. Questo e altri lavori gli hanno permesso di ottenere il Premio Wassily Leontief nel 2005 per l'avanzamento delle frontiere del pensiero economico del Global Development and Environment Institute (i vincitori precedenti includono Amartya Sen, John Kenneth Galbraith, Herman Daly, Alice Amsden e Robert Wade).
La metodologia del libro è stata criticata da Douglas Irwin, professore di Economia al Dartmouth College e autore di uno studio del 2011 sulla tariffa Smoot – Hawley, scrivendo sul sito web della Economic History Association:

Chang guarda solo ai paesi che si sono sviluppati durante il diciannovesimo secolo e ad un piccolo numero di politiche che hanno perseguito. Non ha esaminato i paesi che non sono riusciti a svilupparsi nel diciannovesimo secolo ed ha visto se perseguivano le stesse politiche eterodosse solo più intensamente. Questo è un metodo scientifico e storico scadente. Supponiamo che un medico abbia studiato le persone con una lunga vita e abbia scoperto che un po' abbiano fumato del tabacco, ma non ha studiato le persone con una vita più breve per vedere se il fumo era ancora più diffuso. Eventuali conclusioni tratte solo dalla relazione osservata sarebbero del tutto fuorvianti.
Al contrario, Stanley Engerman, professore di storia economica all'Università di Rochester, ha elogiato l'approccio di Chang:

Ha-Joon Chang ha esaminato una grande quantità di materiale storico per arrivare a delle conclusioni molto interessanti ed importanti circa le istituzioni e lo sviluppo economico. Non solo il quadro storico viene riesaminato, ma Chang lo usa per sostenere la necessità di un atteggiamento mutevole nei confronti delle istituzioni desiderate nelle nazioni in via di sviluppo di oggi. Sia come reinterpretazione storica che come difesa della politica, Kicking Away the Ladder merita un vasto successo tra economisti, storici e membri dell'istituzione politica.

Sviluppando le idee di Kick Away the Ladder, Chang ha pubblicato Bad Samaritans: The Myth of Free Trade e the Secret History of Capitalism nel dicembre 2008. Chang ha risposto alle critiche di Irwin, dimostrando che i paesi che non erano riusciti a svilupparsi avevano generalmente seguito le politiche del libero mercato. Chang ha anche sostenuto che, malgrado il fatto che l'interventismo statale abbia a volte provocato fallimenti economici, in generale ha ottenuto risultati migliori rispetto alle economie di libero mercato che, molto raramente, riuscivano a produrre sviluppo economico.
Chang ha dimostrato che la crescita del PIL nei paesi in via di sviluppo era stata più elevata prima delle pressioni esterne che raccomandavano la deregolamentazione e ha esteso la sua analisi ai fallimenti del libero mercato nell'indurre la crescita attraverso la privatizzazione e le politiche anti-inflazionistiche. Il libro di Chang ha ricevuto riconoscimenti dall'economista Joseph Stiglitz, vincitore del premio Nobel, per il suo approccio innovativo e l'efficacia dei casi storici, ma è stato criticato dall'ex economista della Banca Mondiale William Easterly. Chang ha risposto alle critiche di Easterly, affermando che ha frainteso la sua tesi.
Nel 2011, Chang ha pubblicato "23 Things They Don't Tell You About Capitalism", che offre 23 confutazioni delle tesi neoliberiste; come: "Rendere i ricchi più ricchi non arricchisce il resto di noi", "Le aziende non dovrebbero essere gestite nell'interesse dei loro proprietari" e "La lavatrice ha cambiato il mondo più di quanto abbia fatto Internet". Questo libro mette in discussione le ipotesi alla base del dogma neoliberista e offre una visione di come possiamo modellare il capitalismo per fini umani. 23 Cose... segna un ampliamento dell'analisi di Chang rispetto ai libri precedenti. In questo libro, Chang inizia a discutere le questioni dell'attuale sistema neoliberista in tutti i paesi.
Chang pubblica nel 2014, Economics: The User Guide, un manuale di economia scritto per il grande pubblico.
In questo libro Chang illustra gli strumenti teorici delle varie scuole economiche: dai classici agli istituzionalisti, da Marx a Schumpeter, dagli austriaci a Keynes. L'autore sostiene che l'economia non è una scienza come la fisica o la chimica, nelle quali le domande hanno una sola risposta. Le varie scuole di pensiero implicano un'astrazione che coglie necessariamente un aspetto della realtà. Inoltre esse implicano giudizi morali diversi e privilegiano gli interessi di gruppi sociali diversi. Non esiste una teoria che possa spiegare tutto meglio delle altre. Differenti approcci offrono differenti prospettive e sono utili ad analizzare singoli aspetti. Chang, convinto sostenitore del pluralismo in economia, si esprime in favore della diversità intellettuale e della fecondazione incrociata delle idee.

## Pubblicazioni

### Libri
- The political economy of industrial policy (St. Martin's Press; 1994)
- Intellectual property rights and economic development: historical lessons and emerging issues (pamphlet) (TWN; 2001)
- Who benefits from the new international intellectual property rights regime?: and what should Africa do? (pamphlet) (ATPSN; 2001)
- Joseph Stiglitz and the World Bank: the rebel within (collection of Stiglitz speeches) (Anthem; 2001)
- Kicking Away the Ladder: Development Strategy in Historical Perspective (Anthem; 2002)  ISBN 978-1-84331-027-3
- Globalization, Economic Development, and the Role of the State (essay collection) (Zed Books; 2002) ISBN 978-1-84277-143-3
- Restructuring Korea Inc. (with Jang-Sup Shin) (Routledge; 2003) ISBN 978-0-415-27865-2
- Reclaiming development: an alternative economic policy manual (with Ilene Grabel) (Zed; 2004)
- The Politics of Trade and Industrial Policy in Africa: Forced Consensus (edited with Charles Chukwuma Soludo & Osita Ogbu) (Africa World Press; 2004) ISBN 978-1592211654
- Gae-Hyuck Ui Dut (The Reform Trap), Bookie, Seoul, 2004 (collection of essays in Korean)
- Kwe-Do Nan-Ma Hankook-Kyungje  (Cutting the Gordian Knot – An Analysis of the Korean Economy) Bookie, Seoul, 2005 (in Korean) (co-author: Seung-il Jeong) ISBN 978-89-85989-83-1
- Bad Samaritans: The Myth of Free Trade and the Secret History of Capitalism (Bloomsbury; 2008) ISBN 978-1-59691-598-5
- 23 Things They Don't Tell You About Capitalism (Penguin Books Ltd; 2010) ISBN 978-1-60819-166-6
- Economics: The User's Guide (Pelican Books; 2014) ISBN 978-0718197032

### Articoli e ricerche
- The East Asian development experience: the miracle, the crisis and the future (Zed; 2006) ISBN 978-1-84277-141-9
- Industrial Policy: Can Africa do it? (PDF). URL consultato il 14 gennaio 2020 (archiviato dall'url originale il 4 marzo 2016). July 2012
- Chang (ed.). Institutional Change and Economic Development. Tokyo 2007.
- "Kicking Away the Ladder: The "Real" History of Free Trade"., Ha-Joon Chang, Foreign Policy, 30 December 2003
- "Foreign Investment Regulation in Historical Perspective Lessons for the Proposed WTO Investment Agreement"., Ha-Joon Chang, Global Policy, March 2003

## Vita privata
È il figlio dell'ex ministro dell'industria e delle risorse, Chang Jae-sik, fratello dello storico e filosofo della scienza, Hasok Chang, e cugino di eminente economista e professore all'Università della Corea, Chang Ha-Seong. Vive a Cambridge con la moglie, Hee-Jeong Kim, e i suoi due figli, Yuna e Jin-Gyu.